# Ти ніколи не будеш один
«Ти ніколи не будеш один» (ісп. Nunca vas a estar solo) — чилійський фільм-драма 2016 року, дебютна режисерська робота Алекса Анвандтера. Світова прем'єра стрічки відбулася 13 лютого 2016 року на 66-му Берлінському кінофестивалі, де він брав участь у програмі «Панорама» та здобув приз журі кінопремії Тедді'. У жовтня 2016-го фільм входив до конкурсної програми Сонячний зайчик 46-го Київського міжнародного кінофестивалю «Молодість» .

## Сюжет
У основі сюжету фільму історія Хуана, менеджера заводу з виготовлення манекенів, який живе з вісімнадцятирічним сином-геєм Пабло. У той час як життєрадісний Пабло вивчає мистецтво танцю, Хуан сподівається, що після двадцяти п'яти років роботи, він стане у фірмі партнером свого боса. Так коли Пабло був поранений під час гомофобного нападу Хуан розуміє, наскільки вони далекі у свої стосунках з сином. Відсутність коштів на дорогі медичні рахунки змушують Хуана покинути тиху стабільність свого життя назавжди і зануритися у світ, де існує дискримінація. Зусилля Хана знову і знову сходять нанівець, допоки одного разу вночі на вулицях Сантьяго він грає за своїми власними правилами, щоб врятувати сина.

## У ролях
| Серхіо Ернандес    | ···· | Хуан   |
| Ендрю Баргстед     | ···· | Пабло  |
| Хайме Лейва        | ···· | Фелікс |
| Антонія Сехерс     | ···· | Ана    |
| Бенджамін Вестфолл | ···· | Мартін |
| Габріела Ернандес  | ···· | Люсі   |
| Едгардо Бруна      | ···· | Бруно  |
| Астрід Ролдан      | ···· | Марі   |

## Знімальна група
- Автор сценарію — Алекс Анвандтер
- Режисер-постановник — Алекс Анвандтер
- Продюсер — Ізабель Ореллана Гуарельйо
- Виконавчі продюсери — Алекс Анвандтер, Данієль Марк Дрейфусс
- Композитор — Алекс Анвандтер
- Оператор — Матіас Ілланес
- Монтаж — Феліпе Галвез Хаберлі
- Підбір акторів — Іван Парра
- Художник-постановник — Андреа Кароліна Контрерас
- Художник по костюмах — Наталія Гейссе
- Артдиректор — Андреа Кароліна Контрерас

## Визнання
| Нагороди та номінації фільму «Ти ніколи не будеш один» | Нагороди та номінації фільму «Ти ніколи не будеш один» | Нагороди та номінації фільму «Ти ніколи не будеш один» | Нагороди та номінації фільму «Ти ніколи не будеш один» | Нагороди та номінації фільму «Ти ніколи не будеш один» | Нагороди та номінації фільму «Ти ніколи не будеш один» |
| Рік                                                    | Кінофестиваль/кінопремія                               | Категорія/нагорода                                     | Номінант                                               | Результат                                              |                                                        |
| ------------------------------------------------------ | ------------------------------------------------------ | ------------------------------------------------------ | ------------------------------------------------------ | ------------------------------------------------------ | ------------------------------------------------------ |
| 2016                                                   | 66-й Берлінський міжнародний кінофестиваль             | Приз журі Тедді                                        | Ти ніколи не будеш один                                | Перемога                                               |                                                        |
| 2016                                                   | Міжнародний кінофестиваль у Сіетлі                     | Приз Американський конкурс Іберо                       | Ти ніколи не будеш один                                | Перемога                                               |                                                        |
| 2016                                                   | 46-й Київський міжнародний кінофестиваль «Молодість»   | Приз Сонячний зайчик                                   | Ти ніколи не будеш один                                | Номінація                                              |                                                        |